# Trachusa kashgarensis
Trachusa kashgarensis är en biart som först beskrevs av Cockerell 1911.  Trachusa kashgarensis ingår i släktet hartsbin, och familjen buksamlarbin. Inga underarter finns listade i Catalogue of Life.